# فرودگاه اسپریت ریور
فرودگاه اسپریت ریور (به انگلیسی: Spirit River Airport) یک فرودگاه همگانی است که یک باند فرود آسفالت دارد و طول باند آن ۹۱۴ متر است. این فرودگاه در کشور کانادا قرار دارد و در ارتفاع ۶۲۳ متری از سطح دریا واقع شده است.